# Conferencias de salud del Gobierno de México (2020-2021)

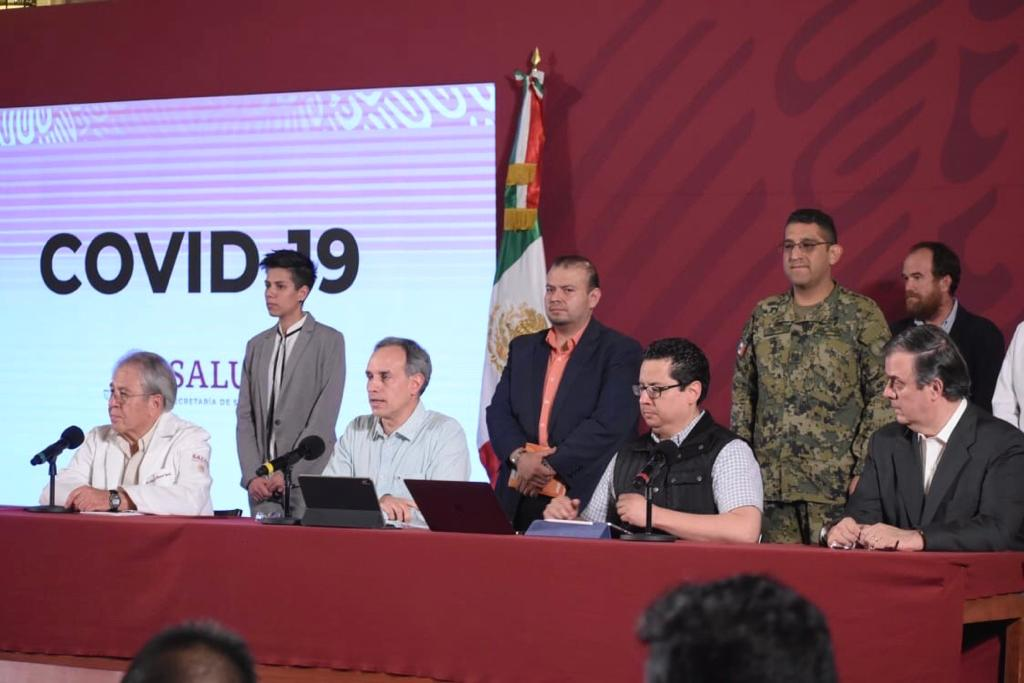
Funcionarios del Gobierno de Andrés Manuel López Obrador informando el panorama de la pandemia en México.

Las conferencias de salud en México hacen referencia a las ruedas de prensa emitidas por el Gobierno de México a través de portavoces de la Secretaría de Salud, dirigidas hacia la sociedad mexicana para presentar el informe técnico diario sobre la situación de COVID-19 en dicho país, recomendaciones durante el desarrollo de dicha pandemia, y desde diciembre de 2020 para detallar respecto al proceso de vacunación contra le enfermedad.
Luego de que la pandemia de COVID-19 (iniciada en diciembre de 2019 en China) alcanzara a países de América, el presidente de México Andrés Manuel López Obrador anunció que informarían diariamente a la población mediante conferencias todos los días. Iniciadas en enero de 2020 en el horario de 21:00 horas, fueron presentadas en su mayoría por el subsecretario de Prevención y Promoción de la Salud, Hugo López-Gatell Ramírez, designado como portavoz oficial para dar el panorama, acompañado de José Luis Alomía Zegarra, director general de epidemiología, y otras autoridades. Desde el 3 de marzo de 2020 y hasta su fin se desarrollaron en un horario de 19:00 a 20:00 horas.
Salvó dos ocasiones, las conferencias vespertinas se llevaron a cabo de manera interrumpida hasta el día 11 de junio de 2021, luego de 451 ruedas prensa alusivas. Estos encuentros con medios de comunicación, se desarrollaron en Palacio Nacional de la Ciudad de México y fueron transmitidas por todos los canales oficiales del gobierno federal. En Estados Unidos se llevaría a cabo una dinámica similar con Andrew Cuomo, gobernador del estado de Nueva York para informar sobre el avance de la enfermedad.

## Dinámica
El presidente Andrés Manuel López Obrador informó durante una de sus conferencias de prensa mañaneras, que llevarían a cabo un ejercicio específicamente para evitar noticias falsas y a su vez mantener en contexto a la población sobre el desarrollo de la pandemia mundial de COVID-19 en México. De manera informativa, diariamente se presentó el informe técnico con los datos de número de casos (acumulados, y activos) de COVID-19 en el país y en el mundo, además de los decesos ocasionados por la enfermedad. Hasta la denominada Fase 2 de la pandemia en México, se presentaron también datos estadísticos respecto a comorbilidades en los fallecimientos, distribución por género y edad de los casos, y estado de la enfermedad de los pacientes -terminó en defunción, hospitalizado (intubado), hospitalizado (estable) y aislamiento domiciliario-. Dichos informes fueron llevados a cabo en su mayoría por José Luis Alomía Zegarra, director general de epidemiología. A partir de la Fase 3, se limitó esta última información debido al ascenso acelerado de los casos. 
La conferencia permitió a cronistas y reporteros de distintos medios de comunicación, generar las notas periodísticas alusivas a la pandemia. A través de las ruedas de prensa se dio a conocer también el nivel de hospitalización por estado, esto con el fin de conocer el número de camas disponibles existentes para atender a pacientes. De igual forma, se presentaron informes de movilidad para determinar que regiones del país no estaban cumpliendo con el confinamiento y cuarentena instruidos por la Secretaría de Salud.
A partir de junio de 2020, comenzó a utilizarse la estrategia semáforo de riesgo epidemiológico para ubicar los estados con mayor transmisión de la enfermedad. Desde enero de 2021 y hasta junio del mismo año, el informe técnico presentó también el avance de dosis aplicadas de vacunas contra la enfermedad.

## Conferencias destacadas

### Quédate en Casa
Llevada a cabo el sábado 28 de marzo del 2020, Hugo López-Gatell, enfatizó el mensaje de alerta por el creciente aumento de los casos diarios de COVID-19. Textualmente menciona que el país se encontraba en una "última oportunidad para contener la epidemia" destacando el mensaje enfático de "quédate en casa". Así mismo, plantea el inicio del confinamiento con una duración de un mes, aunque este se extendería hasta finales de mayo mediante la campaña "Jornada Nacional de Sana Distancia".
La tarde del 28 de marzo de 2020, con una curva epidémica en evidente ascenso acelerado, funcionarios del gobierno emitieron un mensaje directo a la población mexicana. Acompañados de cuerpo científico y médico, la sesión fue presidida por el propio López-Gatell, con Alomía Zegarra, el Dr. Jorge Alcocer Varela, secretario de salud y el canciller Marcelo Ebrard, secretario de relaciones exteriores. Mediante un mensaje para medios de comunicación que se encontraban en Palacio Nacional, y un equipo de transmisión para televisión y redes sociales, Gatell anunció el inicio del confinamiento en México subrayando que era indispensable reducir la movilidad en el espacio público, además de suspender clases en todo el país y únicamente salir de los domicilios para actividades esenciales, esto en un llamado enfático de que todas y todos debían quedarse en casa de forma masiva. López Gatell destacaría también que era inevitable eliminar la pandemia en cualquier región del mundo, pero subrayó el llamado a la sociedad mexicana para contener la pandemia y prevenir el riesgo de saturación de hospitales. Textualmente destacó:

Reitero para que quede muy claro, no es posible ni aquí ni en ninguna parte del mundo evitar la epidemia, no es posible. La vamos a tener en la fase 2 que ya estamos viviendo y en la fase 3 que se avecina y es la fase más difícil. Y esta fase difícil entraña, conlleva el peligro grande de que se saturen los hospitales y la saturación de hospitales con casos graves puede implicar el riesgo de que no sea posible atenderlos y tengamos muertes que de otra manera serían evitables. Regreso al mensaje enfático. La única manera de reducir hoy, hoy, la transmisión es quedándonos en nuestras casas en forma masiva todas y todos y durante periodo estipulado ya de un mes. Retomo también para que no haya confusión alguna que esto no significa, como lo hemos dicho desde el principio, que se va a evitar que sigan aumentado los casos. Que quede muy claro, seguirán aumentando los casos y va a haber casos graves y va a haber muertes.

En ese sentido, López-Gatell comparó los escenarios ocurridos en España, Italia, Francia, Alemania y Estados Unidos para reiterar que México estaba en un área de oportunidad para desacelerar los contagios. Respecto al informe técnico, se confirman 848 casos de COVID-19 acumulados al momento, 4341 casos negativos a prueba de laboratorio, 2623 casos clasificados como sospechosos, y 16 defunciones.

### Conferencia del Día del Niño
Llevada a cabo el 30 de abril en el marco de la celebración del Día del Niño en México, se sustituyó la dinámica de preguntas y respuestas con reporteros, por preguntas realizadas por niños. Luego de extender una convocatoria para recabar dudas en el público infantil, se utilizó la plataforma Zoom para enlazar a los menores con el Subsecretario. Durante esta sesión, Gatell referiría que era improbable que una mascota doméstica se contagiara y propagara el COVID-19.

### Altercado con reportera
El 7 de mayo de 2021, la reportera Sarahí Uribe del medio El Sol de México fue objeto de burlas en redes sociales luego de confrontar a López-Gatell durante una de las dinámicas de preguntas y respuestas. Ante la pregunta expresa de si le había mentido al pueblo de México sobre las cifras de casos y fallecimientos, Gatell le replicó que cuales eran los datos que ella tenía. Uribe tardaría algunos segundos en buscar información en su teléfono móvil sin éxito, hasta que su tiempo de participación se le agotara.
El incidente causó controversia en algunos internautas quienes consideraron que la reportera había quedado en ridículo. Originalmente, el cuestionamiento de Sarahí Uribe se había basado en una demanda hecha en redes sociales por José Narro Robles, ex secretario de salud, quien en días antes a través de su cuenta oficial en Twitter había publicado que "en #México, la pandemia de COVID-19 es un problema muy serio y lo tenemos que entender en su dimensión total. Al igual que en 2009 durante H1N1, las cifras de Hugo López-Gatell no cuadran, al tiempo que generan desconfianza e incertidumbre".

### Regreso de López-Gatell
El 20 de febrero de 2021 Hugo López-Gatell se confirmó como caso positivo a COVID-19. A partir de ese momento, se ausentó de las conferencias vespertinas, dejando a cargo a Alomía Ramírez. Días más tarde, Gatell reaparecería por medio de una videollamada para informar que su período de riesgo había pasado pero aún tenía suficiente carga viral para contagiar, por lo que aún no regresaría de forma presencial.
Apenas un día más tarde, el subsecretario es captado por cámaras de seguridad paseando con su novia en la colonia Condesa de la Ciudad de México, aparentemente sin utilizar cubrebocas. El 15 de marzo, Gatell regresa de forma presencial a las ruedas de prensa en donde es cuestionado por su actuar. A pesar de que este se defendiera alegando que si había usado, incluso doble mascarilla, las críticas en redes sociales se hacieron presentes. El diputado panista Federico Döring, lo denuncia penalmente por delitos contra la salud y señala que mínimo debería ser condenado a tres años de cárcel.

## Fin de las conferencias
El 9 de junio de 2021 López-Gatell confirmó que la última conferencia vespertina diaria se llevaría a cabo el 11 de junio, después de 451 ruedas de prensa. El titular recordó que esto no significaba el fin de la pandemia por lo que quedarían abiertos otros espacios, como el “Pulso de la Salud” todos los martes durante la conferencia matutina del presidente López Obrador. "No estamos declarando el final de la pandemia; el trabajo del Estado mexicano en atender la pandemia tampoco debe acabarse", declaró Gatell.
Al salir de la última rueda de prensa, un grupo de aproximadamente 50 mujeres se juntaron en las puertas de Palacio Nacional para saludar a López-Gatell, a quien despidieron con mariachi, pastel y flores. El funcionario agradecería el gesto, destacando que la participación de reporteras y reporteros fue fundamental para la realización de estos encuentros.